# Elinor Remick Warren

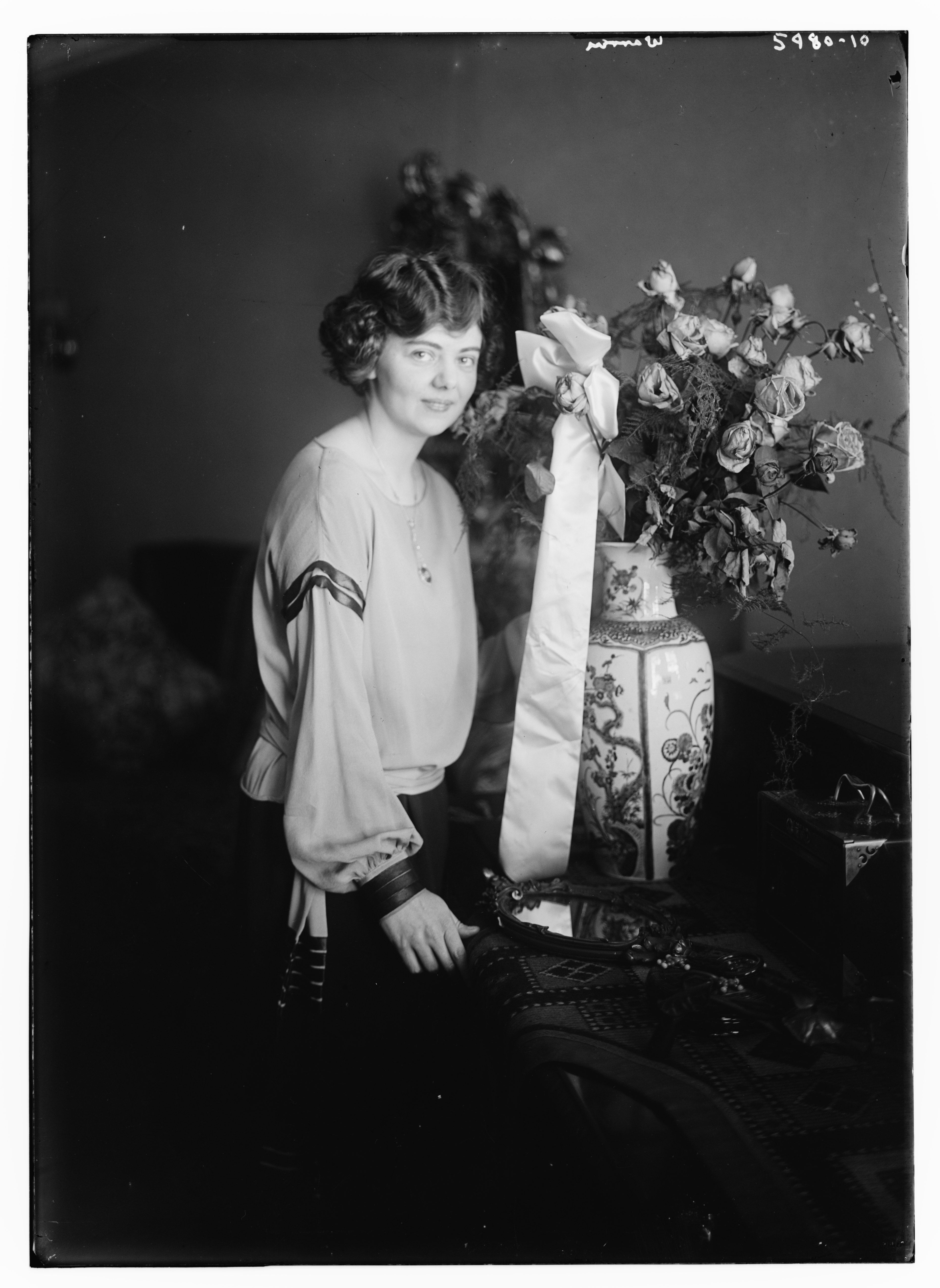
Elinor Remick Warren

Elinor Remick Warren (* 23. Februar 1900 in Los Angeles; † 27. April 1991 in Los Angeles) war eine amerikanische Komponistin und Pianistin.

## Leben und Werk
Elinor Remick Warrens Eltern waren versierte Amateurmusiker. Nach Musikunterricht in Los Angeles unter anderem bei der Komponistin Gertrude Ross und einem Jahr am Mills College zog sie 1920 nach New York für weitere Studien bei Frank LaForge und Clarence Dickinson; hinzu kamen in Los Angeles Meisterkurse bei Leopold Godowsky und später bei Arnold Schönberg und noch 1959 in Paris Privatunterricht bei Nadia Boulanger. Auf ihre frühen Werke wurden Charles Wakefield Cadman und George Enescu aufmerksam, die sie förderten. Erstes publiziertes Werk war A Song of June (1919) im Verlag G. Schirmer; in der Folge wurden ihre Kompositionen von diversen New Yorker Musikverlagen gedruckt. Von 1921 bis Anfang der 1940er Jahre tourte sie als Begleiterin von Sängerinnen und Sängern wie Florence Easton, Lawrence Tibbett, Richard Crooks, Margarete Matzenauer und Lucrezia Bori, die auch ihre Lieder interpretierten, durch die USA; später setzte sich Thomas Hampson für ihr Werk ein.
Als Komponistin auch größerer Werke für Chor und Orchester erhielt Warren 1936 für die New Yorker Uraufführung von The Harp Weaver für Frauenchor, Orchester und Bariton positive Kritik. Internationales Interesse erregte die Uraufführung der Chor-Sinfonie The Legend of King Arthur (1940) durch Albert Coates mit dem Los Angeles Philharmonic Orchestra. Ihre Werke wurden in der Folge unter Dirigenten wie Pierre Monteux, John Barbirolli, André Kostelanetz und Richard Hickox aufgeführt.
Die Natur des amerikanischen Westens, wo Warren überwiegend lebte und arbeitete, inspirierte sie zu Werken wie The Crystal Lake (1946), Singing Earth (1950, revidiert 1978), Suite for Orchestra (1954, revidiert 1960) und dem Liederzyklus Along the Western Shore (1954). Nach einer früh geschiedenen ersten Ehe war Warren seit 1936 bis zu dessen Tod 1981 mit dem Filmproduzenten Z. Wayne Griffin verheiratet. In der Ehe wurden zwei Söhne und eine Tochter geboren.
Warrens Werkverzeichnis umfasst über 200 Kompositionen, die bis zu ihrem 90. Lebensjahr entstanden, darunter Werke für Orchester, Chor und Orchester, Kammerensemble, Gesang und Chor. Ihre musikalische Sprache war einem neoromantischen Idiom verpflichtet, vergleichbar mit Howard Hanson, Samuel Barber und Gian Carlo Menotti.